# Fungurume
Fungurume – miasto w Demokratycznej Republice Konga, w prowincji Lualaba.